# 1968年夏季奥林匹克运动会锡兰代表团
1968年夏季奥林匹克运动会锡兰代表团是锡兰派出的1968年夏季奥林匹克运动会代表团。

## 田径
- Wimalasena Perera

## 帆船
- Ray Wijewardene